# Yannick Singéry
Yannick Singéry (* 1929; † 1995) war ein französischer Jazzpianist, der 35 Jahre im Orchester von Claude Luter spielte.

## Leben
Singéry arbeitete ab den späten 1940er-Jahre in der französischen Szene des traditionellen Jazz, u. a. mit Sidney Bechet, mit dem er 1950 in den Vereinigten Staaten tourte. In den frühen 1950er-Jahren spielte er in André Réwéliottys Mimosa New Orleans Band, in der er auch mit Hot Lips Page tourte, weiterhin im Orchester von Bechet und Claude Luter und 1953 mit Albert Nicholas. In den folgenden Jahrzehnten nahm er u. a. mit Dany Doriz und Michel Attenoux auf. Bis zu seinem Tod war er seit 1960 in Luters Orchester beschäftigt, für das er auch (z. T. mit Luter) einige Kompositionen schrieb, wie „Black Satin“. 1975 nahm Singéry ein Soloalbum auf (Ragtime Piano Classics mit Ragtime-Nummern wie dem „Maple Leaf Rag“. In der Bix-Beiderbecke-Filmbiografie To Bix or Not to Bix (Regie Jean-Christophe Averty) spielte Singéry den Part von Hoagy Carmichael. Der Diskograf Tom Lord listet Noel zwischen 1950 und 1994 bei 75 Aufnahmesessions, zuletzt in Lausanne mit der Jacky Milliet „French“ Band.